# Доситеја Кијевска
Преподобна Доситеја Кијевска је руска православна светитељка из 18. века.
Рођена је 1721. године у Рјазању у племићкој породици. Основно образовање је стекла у Москви. У својој петнаестој години прерушена у мушкарца одлази у манастир Тројице-Сергијеву лавру где се представила као сељачки син Доситеј. Тамо је примљена је за искушеника и постављена је за црквењака. Три године касније је тајно побегла из лавре како је родитељи не би нашли. Отишла је у Кијево-Печерску лавру, али тамо није примљена, јер није имала личну карту. Због тога је почела да живи као отшелница у пећини у близини Китајеве пустиње. Хранила се само хлебом и водом које је на улазу у њену пећину остављао један монах. За време Великог поста се затварала и јела је само дивљу траву која је расла у близини. Имала је дарове прорицања и прозорљивости. Царица Јелисавета Петровна (1741-1761) је 1744. посетила и заложила се да добије монашки чин.
Након што је упознала преподобног Серафима Саровског одлази у Саровски манастир. Након тога се настанила у удаљеној келији Китајеве пустиње.
Умрла је 26. септембра 1776. године. Тек по њеној смрти открило се да је била жена.